# Остап'є (Полтавський район)
Оста́п'є — село в Україні, у Решетилівській міській громаді Полтавського району Полтавської області. Населення станом на 2001 рік становило 1029 осіб. Село до 2020 року було адміністративним центром Остап'ївської сільської ради, до якої, крім того, входили села Запсілля, Нове Остапове, Олефіри, Підгір'я та Уханівка.

## Географія
Село Остап'є знаходиться на правому березі річки Псел, вище за течією на відстані 3,5 км розташоване село Балаклія, нижче за течією примикає село Нове Остапове. Селом протікають пересихаючі струмки із загатами.

## Символіка
Історичний герб села (XVIII ст.): у блакитному полі в трикутнику качка, що летить, під ним дві навхрест покладені пальмові гілки.

## Історія
Біля села знайдено глиняну посудину епохи міді (IV тисячоліття до н. е.) та велике ранньослов’янське поселення черняхівської культури (II—VI ст. н. е.). В урочищі Острів поблизу села виявлені рештки ґрунтового могильника (досліджувався 1968 року) засухинської культури (рубіж неолітичної і енеолітичної епох).
Остап'є відоме з XVII сторіччя (як хутір, належний до містечка Яблонова (нині Яблуневе Оржицького району), Остапів згадується ще 22 червня 1622 року). Село було позначене на карті Боплана (XVII ст.) як містечко. До 1646 року належало литовським князям, потім магнату Вишневецькому. 
У 1648 році Б. Хмельницький призначив Остап'є сотенним містечком Чигиринського полку. Сотня перебувала у його складі до 1661 року. Потім — адмінодиниця Кременчуцького полку (1661–1663 роки) та знову Чигиринського (1663–1667). Після Андрусівської угоди між Польщею та Росією перейшла під юрисдикцію лівобережного гетьмана Івана Брюховецького і була включена до складу Полтавського полку. Але у зв'язку з військовими діями, які вів П. Дорошенко, обстоюючи єдність козацького гетьманату, фактично лише за І. Самойловича у кінці 1672 року включена, як територія і військовий підрозділ, до Миргородського полку. У його ж складі сотня дожила останні дні, коли 1782 року її ліквідували, а адміністративну територію повністю включили до Голтвянського повіту Київського намісництва.
У 1696 році містечко було спалене кримськими татарами.
У XVIII ст. гетьман К. Г. Розумовський віддав Остап'є у володіння Федору Базилевському, який з 1764 по 1772 рік був остап'ївським сотником.
На початку XVIII ст. в містечку постійно перебував полк російських військ під командуванням Орлова.
У 1782 році в Остап'єму було 770 хат, у тому числі 241 виборних козаків, 229 підпомічників, 300 посполитих, крім того, 6 дворян, 10 різночинців, 12 церковнослужителів.
У 1787 році в містечку було 2780 душ чоловічої статі (козаки, казенні селяни і піддані І. Базилевського та його братів).
За переписом 1859 року у містечку було 677 дворів, 4483 жителі, 3 церкви, відбувалося 2 ярмарки на рік, діяло 2 заводи.
У 1885 році колишнє державне і власницьке містечко при річці Псел мало 678 дворів і 3390 жителів, 2 православні церкви, школу, 7 постоялих дворів, 6 лавок, 3 кузні, 38 вітряних млинів, 5 олійниць, проводився базар щонеділі, 3 ярмарки на рік. Містечко тоді було центром Остапівської волості Хорольського повіту.
У 1900 році в містечку Хорольського повіту було 648 дворів, 2934 жителі, 3 школи (міністерська, земська та церковнопарафіяльна), відбувалося 5 ярмарок на рік.
На початку XX ст. в Остап'єму була лікарня з хірургічним відділенням, аптека, пошта, телеграф, водяний та паровий (з олійницею) млини, 36 вітряків, 7 кінних молотарок, цегельня, 13 кузень, 2 сукновальні, 9 магазинів, шинок. Населення містечка Остап'є становило близько 4500 жителів.
Пізніше в містечку було 2 церкви, 3 ярмарки на рік і базари щотижня, близько 40 вітряків, кілька олійниць, маєток Є. О. Базилевської.
У 1904 році в містечку була побудована двокласна міністерська школа, до якої ходили діти із навколишніх сіл: Попівки, Федорівки, Романівки, Великих Кринок, Балаклії, Рокити, частина з них досить віддалені від Остап’я. З 1904 по 1906 рік директором міністерської школи був Буктований А.Г., а з 1906 по 1924 рік — Петечинський Михайло Григорович.
У 1905 році в Остап'єму стався страйк наймитів в економії Є. О. Базилевської, придушений силою зброї.
У 1910 році в містечку був 631 двір, 3517 жителів, 3 церкви (дерев'яна Хрестовоздвиженська 1779 року; мурована Троїцька 1815 року, дерев'яна Успенська 1900 року).
На початку 1918 року в Остап'єму розпочалась радянська окупація.
У 20-і роки ХХ століття головною проблемою вважалася ліквідація неписьменності. 75% місцевого населення було неграмотним. Добровольцями з ліквідації неписьменності були Тарабан Федір Макарович (в 1928 році очолив товариство спільного обробітку землі «Червона зірка»), Нікіфоров Михайло Йосипович, Корнієнко Г.Я. Багато зусиль докладав і завідувач (директор) школи Петечинський М.Г.. Поважною людиною в містечку був священик Троїцької церкви Яків Андрійович Обламський. Його донька Ольга стала дружиною Семена Івановича Бережного (в майбутньому заслужений лікар УРСР). Ця родина залишила вагомий слід в розвитку містечка Остап’є. Семен Іванович займався медициною, Ольга Яківна приклала зусилля для ліквідації неписемності серед остап’євців.
З приходом радянської влади в Остап'єму почала діяти одна школа, спочатку початкова, потім семирічна, з 1938 року — восьмирічна, а перед війною 1941-1945 років — десятирічна. Школа переживала  усі проблеми, які панували у суспільстві: тяжке матеріальне становище, відсутність кваліфікованих кадрів, охоплення усіх дітей навчанням.
У 1923 році в містечку було 5877 жителів.
У 1930-х роках в місцевій школі активно діяли гуртки: драматичний, співочий, юних фотографів, фізичний. Школа і сільський клуб забезпечували на той час дозвілля як дітей, так і дорослих жителів Остап’я.
У 1932–1933 роках внаслідок Голодомору, проведеного радянським урядом, у селі загинуло 598 мешканців, у тому числі встановлено імена 408 загиблих. Збереглися свідчення про Голодомор місцевих жителів, серед яких Крипак М. К. (1921 р. н.), Цикало В. Г. (1920 р. н.), Чигиринець М. О. (1913 р. н.).
Напередодні Німецько-радянської війни в Остап'єму було 5 колгоспів, радіостанція, 3 магазини, середня школа, лікарня, Будинок культури, бібліотека.
У період німецько-фашистської окупації (14 вересня 1941 — 20 вересня 1943) гітлерівці вивезли на примусові роботи до Німеччини 230 чол., спалили школу, лікарню, колгоспні будівлі.
Школа запрацювала у вересні 1943 році, одразу після звільнення села від німецьких загарбників. Приміщення школи було у так званих попових хатах.  До 1975 року, коли нова школа відкрила свої двері для учнів, навчання відбувалося в різних куточках села в різних приміщеннях. Головним завданням у 1944 році було охоплення усіх учнів навчанням. Станом на 9 жовтня 1944 року в школі навчався 301 учень, а через рік було 386 учнів.
У зв’язку з тим, що в роки окупації діти не навчалися, — був порушений навчальний процес, та й одразу після закінчення війни не всі діти мали матеріальну змогу відвідувати заняття в школі через відсутність взуття, теплого верхнього одягу. Охопити всіх дітей навчанням вдалося лише в 1947 році. Їх було 515, а станом на 13 лютого 1950 року — 577  учнів (18 класів). Це був найвищий показник кількості учнів у місцевій школі за весь період її існування.
У 1946 році був урочистий випуск учнів 10 класу, вперше після визволення краю від німецької окупації. Часи були непрості. Учні навчалися в пристосованих приміщеннях у дві зміни, друга зміна навчалася при гасових лампах. 
У післявоєнний час на території Остап’євської сільської ради існували:
- Гатчанська початкова школа (як філіал Остап’євської);
- Глибочанська початкова школа;
- Плавлянська початкова школа (закрита в 1984 році);
- Запсільська восьмирічна, пізніше початкова школа (закрита 28 серпня 1997 року);
- Остап’євська середня школа.

У 1957 році в селі було встановлено пам'ятник воїнам-односельцям, що полягли (529 чол.) на фронтах Німецько-радянської війни.
В роки радянської влади місцева школа відображала загальну державну ідеологію, а вчителі часто були в центрі політичних, соціальних та культурних процесів. Наприклад, учителі Швачка І.І. та Новицька Н.В. були обліковцями Всесоюзного перепису населення 1959 року. Вчителів активно залучали до надання допомоги в роботі колгоспних дитячих ясел, до сільськогосподарських робіт на полях, до виступів з лекціями, концертами на фермах, у колгоспних бригадах. Учителі сприяли організованому збору учнями макулатури та металобрухту. З 1967 року до середини 1980-х років у селі Остап’є діяла радіогазета для батьків, роботу якої організовували вчителі.
У 1965 році населення села передплатило 3316 примірників журналів і газет.
У 1966 році колгосп «Промінь Леніна», центральна садиба якого містилася в селі, мав 9169 га землі, 252 га лісу та 122 га чагарника. Тут вирощували озиму пшеницю, жито тощо. Розвинуте було і тваринництво. Була пасіка, ставок, млин, олійниця, пекарня. З 1957 року діяла Остап’ївська ГЕС.
У 1966 році в Остап'єму була середня школа, 5 бібліотек, 5 клубів. Населення становило 1638 чол. Сільській раді були підпорядковані населені пункти Запсілля, Нове Остапове, Олефіри, Підгір’я, Уханівка.
Великим досягненням для села Остап’є було будівництво нової школи, яка радо відкрила свої двері перед учнями у січні 1975 року. Двоповерхова простора та світла споруда з їдальнею, зі спортивним залом, розрахована на 450 учнів, була обладнана добротними меблями, унаочненням. Багато зусиль доклав для відкриття нової школи її директор Вовкоріз Петро Григорович.
У 1977 році в селі було встановлено пам'ятник В. І. Леніну.
На початку 1980-х років в Остап’євській школі діяла кролеферма.
У 1990 році населення села становило 1199 осіб.
У 1991 році в селі були колгосп "Промінь Леніна" (зерново-тваринницького напряму), хлібозавод, млин, олійниця, відділення зв'язку та ощадбанку, середня школа, стоматологічний кабінет, дитсадок, Будинок культури на 600 місць, бібліотека (17,2 тис. одиниць літератури).
У 2016 році в Остап’євській ЗОШ І-ІІІ ступенів навчалося 70 учнів.  
12 червня 2020 року, відповідно до розпорядження Кабінету Міністрів України № 721-р «Про визначення адміністративних центрів та затвердження територій територіальних громад Полтавської області», село увійшло до складу Решетилівської міської громади.
19 липня 2020 року, в результаті адміністративно - територіальної реформи та ліквідації Великобагачанського району, село увійшло до складу новоутвореного Полтавського району Полтавської області.

## Відомі люди
- Бережний Семен Іванович (1888—1983) — заслужений лікар УРСР, працював у Остап'ївській лікарні
- Бережной Анатолій Семенович (1910—1996) — український хімік і технолог в галузі силікатів. Академік АН УРСР
- Бибик Олександр Васильович — український військовик, учасник російсько-української війни[4]
- Мирун Василь Федорович (1922—1973) — Герой Радянського Союзу
- Федір Якович Стовбуненко (1864—1933) — художник, автор традиційних народних картин
- Ярослав Юрій Юрійович (1890—1937) — член УПСР, радник надзвичайної дипломатичної місії УНР до Москви в січні 1919 року, репресований 1937 року

Бережной Анатолій Семенович

## Економіка
- Молочно-товарна та вівце-товарна ферми (нині не працюють)
- ФГ "Надія"

## Об'єкти соціальної сфери
- Остап'євська загальноосвітня школа І-III ступенів
- Дитячий садок (при школі)
- Фельдшерсько-акушерський пункт
- Будинок культури на 600 місць
- Бібліотека

## Визначні пам'ятки
- Пам'ятник воїнам-односельцям, що полягли на фронтах Німецько-радянської війни
- Братська могила радянських воїнів і партизанів, які загинули 1943 року
- Меморіальна дошка на честь лікаря С. І. Бережного
- Поселення роменської культури (VIII—X ст.)
- Ботанічний заказник «Кут», загальна площа 126 га, створений для охорони рябчика руського, занесеного до Червоної книги України
- Поблизу Остап’я знайдено посудину середньостогівської культури доби міді. На схід від села – поселення черняхівської культури та давньоруське поселення. В селі в 1800 році знайдено скарб – близько 2000 римських монет.
- В околицях села знайдено 62 кургани, у тому числі:
  - на захід від села між дорогами на села Рокита та Кравченки – 30 курганів, що розміщені групами або поодинці;
  - на південний захід від села між дорогами на села Кравченки та Федорівка у напрямку на хутір Олефіри – 19 курганів, у тому числі три – на північному заході від хутора Олефіри;
  - на південний захід від села, на правому березі ріки Леспаної, що в падає в ріку Псел, – два кургани;
  - на схід та північний схід від села Остап’є до села Підгір’я – вісім курганів, три з них групою, один – праворуч села Підгір’я;
  - на північ від села – три кургани: один праворуч від дороги, що веде у село Бірки, на відстані 5,5 кілометрів від села Остап’є; два кургани (висотою три і чотири метри) знаходяться на правому березі ріки Псел;
  - на північний схід від села, між дорогою на село Рокита та рікою Псел, знаходяться шість курганів – по два або поодинці.